# Euceros ribesii
Euceros ribesii là một loài tò vò trong họ Ichneumonidae.